# Çiftlikköy, Acıpayam
Çiftlik là một xã thuộc huyện Acıpayam, tỉnh Denizli, Thổ Nhĩ Kỳ. Dân số thời điểm năm 2010 là 353 người.